# Судний день (фільм, 1991)
«Судний день» — радянський художній фільм 1991 року, знятий режисером Давроном Абдуллаєвим на кіностудії «Узбекфільм».

## Сюжет
Бакір з дитинства заздрив Беку і підло, нишком, йому «гадив» і навіть у в'язницю запроторив. І хоча начебто й досяг всього: одружився з коханою дівчиною Бека, зробив кар'єру, став депутатом, але щастя все немає і немає, а розплата все ближче і ближче.

## У ролях
- Бекзод Мухаммадкарімов — головна роль
- Рустам Сагдуллаєв — головна роль
- Наргіза Алімова — роль другого плану
- Набі Рахімов — роль другого плану
- Пулат Саїдкасимов — роль другого плану
- Матякуб Матчанов — роль другого плану
- Дастан Убайдуллаєв — роль другого плану

## Знімальна група
- Режисер — Даврон Абдуллаєв
- Сценаристи — Даврон Абдуллаєв, Музраб Баймухамедов
- Оператор — Даврон Абдуллаєв
- Композитор — Дмитро Янов-Яновський